# Берёзкины
Берёзкины — деревня в Оричевском районе Кировской области в составе Мирнинского городского поселения.

## География
Располагается на расстоянии примерно 20 км по прямой на запад-юго-запад от райцентра поселка Оричи.

## История
Известна с 1802 года как починок Ишутинской с 5 дворами и рядом починок Береснинский с 2 дворами. В 1873 здесь (оба починка вместе) было учтено дворов 11 и жителей 89, в 1905 (починок Ишутинский или Березкины) 23 и 128, в 1926 (деревня Березкины или Под деревней Ишутинской) 27 и 146, в 1950 19 и 105, в 1989 году проживало 14 человек. Настоящее название утвердилось с 1939 года.

## Известные уроженцы, жители
Деревня является малой родиной космонавта Виктора Савиных.

## Население
Постоянное население  составляло 5 человек (русские 100%) в 2002 году, 5 в 2010.